# Conte di Athlone
Il titolo di Conte di Athlone è stato creato tre volte. Fu creato la prima colta nei Paria d'Irlanda nel 1692 da Re Guglielmo III per il generale olandese barone Godard van Reede, Lord di Ginkel, per onorarlo per le sue battaglie di successo in Irlanda. Il titolo aveva anche il titolo sussidiario di Baron Aghrim.  Questi titoli si estinsero nel 1844 con la morte del IX Conte. I Conti detenevano anche il titolo della nobiltà olandese di Barone van Reede (ereditaria in linea maschile, ancora esistente nei Paesi Bassi).
La seconda creazione fu nei Paria del Regno Unito, come titolo sussidiario per il Ducato di Clarence e Avondale, e conferito nel 1890 a S.A.R. Principe Alberto Vittorio di Galles, figlio maggiore del Principe di Galles. Quando egli morì nel 1892, il titolo si estinse.
La terza fu nel 1917, anch'essa nei Paria del Regno Unito per l'ex Principe Alexander di Teck, fratello minore della Regina Mary, insieme con il titolo sussidiario di Visconte Trematon.

## Conti di Athlone, Prima Creazione (1692)
- Godert de Ginkell, I conte di Athlone (1630–1703)
- Frederick Christian de Ginkell, II conte di Athlone (1668–1719)
- Godert Adrian de Ginkell, III conte di Athlone (1716–1736)
- Fredrick Wiliam de Ginkell, IV conte di Athlone (1717–1747)
- Frederick Christian Rhynhart de Ginkell, V conte di Athlone (1743–1808)
- Frederick William de Ginkell, VI conte di Athlone (1766–1810)
- Renaud Diederick James de Ginkell, VII conte di Athlone (1773–1823)
- George Godert Henri de Ginkell, VIII conte di Athlone (1820–1843)
- William Gustaf Frederick de Ginkell, IX conte di Athlone (1780–1844)

## Conti di Athlone, Seconda Creazione (1890)
- Principe Alberto Vittorio Cristiano Edoardo, I Duca di Clarence e Avondale, I Conte di Athlone (1864–1892)

## Conti di Athlone, Terza Creazione (1917)
- Alexander Augustus Frederick William Alfred George Cambridge, I Conte di Athlone (1874–1957)